# São Bento do Una
São Bento do Una är en kommun i Brasilien.   Den ligger i delstaten Pernambuco, i den östra delen av landet, 1 500 km nordost om huvudstaden Brasília. Antalet invånare är 53 232.
Omgivningarna runt São Bento do Una är huvudsakligen savann. Runt São Bento do Una är det ganska tätbefolkat, med 65 invånare per kvadratkilometer.